# لیو هائو (وزنه‌بردار)
لیو هائو (انگلیسی: Liu Hao؛ زادهٔ ۲۰ ژوئیهٔ ۱۹۸۹) وزنه‌بردار اهل چین است. وی در بازی‌های آسیایی ۲۰۱۴ به مدال طلا وزن ۹۴ کیلوگرم مردان رسیده است.